# 傾度風
傾度風（けいどふう）は回転成分をもつ風を考えるときに用いられ、気圧傾度力、コリオリ力、遠心力の3つがつりあって吹くものを指し、高気圧性の回転と低気圧性の回転の2つに大きく分けられる。

## 低気圧性の回転の場合
北半球の低気圧の場合は、空気塊は円を描きながら反時計回りに循環している。このとき、気圧傾度力は気圧の低い部分に向けて働く、すなわち低気圧の中心に向かって働き、コリオリ力と遠心力は外部に向かって働くことになる。よって、（気圧傾度力）＝（コリオリ力）＋（遠心力）が成り立ち、具体的に式で表すと
{\displaystyle {\begin{aligned}1/\rho \cdot {\Delta P}/{\Delta n}=fV+V^{2}/r\end{aligned}}}
（ρは空気の密度、Pは気圧、nは距離、fはコリオリパラメータ（=2Ωsinφ）、Vは風速、rは回転半径を表す。）

## 高気圧性の回転の場合
北半球の高気圧の場合は、空気塊は円を描きながら時計回りに循環している。このとき、気圧傾度力は気圧の高い部分から働く、すなわち外部に向かって働き、遠心力は円運動の外側、すなわち外部に向かって働き、そしてコリオリ力は流れの直角右向きに働くため内部に向かって働くことになる。よって、（気圧傾度力）＋（遠心力）＝（コリオリ力）が成り立ち、低気圧性の回転の場合と同じ記号を使って表すと
{\displaystyle {\begin{aligned}1/\rho \cdot {\Delta P}/{\Delta n}+V^{2}/r=fV\end{aligned}}}

## 地衡風速との違い
地衡風の定義は（気圧傾度力）＝（コリオリ力）とみなす場合に吹く風のことである。このとき、気圧傾度力が地衡風のときと傾度風のときとで同じであると仮定した場合に、「低気圧性の回転」の傾度風の式と地衡風の式とを「V」に着目して比べてみると、傾度風の場合は遠心力が考慮されているため、コリオリ力が小さくなり、地衡風よりもVの値が小さくならざるを得ない。よって低気圧性の回転の場合には地衡風速＞傾度風速という関係が成り立っているといえる。逆に「高気圧性の回転」の傾度風の式と地衡風の式とを同じく「V」に着目して比べると、コリオリ力が大きくなることがわかり（これは遠心力の項を右辺に移項するとわかりやすい）、地衡風よりもVの値が大きくなる。よって高気圧性の回転の場合には傾度風速＞地衡風速という関係が成り立っているといえる。